# ادموند اوبرایان
ادموند اوبرایان (انگلیسی: Edmond O'Brien؛ زاده ۱۰ سپتامبر ۱۹۱۵ – درگذشته ۹ مه ۱۹۸۵) هنرپیشه اهل ایالات متحده آمریکا بود.

## جوایز
- جایزه اسکار بهترین بازیگر نقش مکمل مرد (۱۹۵۴)
- جایزه گلدن گلوب بهترین بازیگر نقش مکمل مرد در دوازدهمین دوره (۱۹۵۴)
- جایزه گلدن گلوب بهترین بازیگر نقش مکمل مرد در بیست و دومین دوره (۱۹۶۴)

## بخشی از فیلم‌شناسی
- گوژپشت نتردام (۱۹۳۹)
- یک دختر، یک مرد و یک ملوان (۱۹۴۱)
- پیروزی در پرواز (۱۹۴۴)
- آدمکش‌ها (۱۹۴۶)
- وب (۱۹۴۷)
- گرمای سفید (۱۹۴۹)
- زندگی دوم (۱۹۴۷)
- دی.او. ای (۱۹۵۰)
- دو همسری (۱۹۵۳)
- ژولیوس سزار (۱۹۵۳)
- ۱۹۸۴ (۱۹۵۶)
- صدای سوم (۱۹۶۰)
- مردی که لیبرتی والانس را کشت (۱۹۶۲)
- طولانی‌ترین روز (۱۹۶۲)
- این گروه خشن (۱۹۶۹)
- لوچانوی خوش‌شانس (۱۹۷۳)

## مرگ
ادموند اوبراین در 9 می 1985 در بیمارستان سنت ارن در اینگلوود، کالیفرنیا بر اثر عوارض ناشی از بیماری آلزایمر در سن 69 سالگی درگذشت.